# Campionat d'Europa de Ciclisme de Muntanya de 2018
El Campionat d'Europa de Ciclisme de Muntanya de 2018 es va celebrar a Glasgow (Escòcia) el 8 d'agost de 2018 sota l'organització de la Unió Europea de Ciclisme (UEC) i la Federació Britànica de Ciclisme.

## Resultats

### Homes
| Event         | Or                    | Or      | Plata                 | Plata   | Bronze                 | Bronze  |
| Camp a través | Lars Förster · Suïssa | 1:33:01 | Luca Braidot · Itàlia | 1:33:25 | David Valero · Espanya | 1:33:36 |

### Dones
| Event         | Or                    | Or      | Plata                           | Plata   | Bronze                   | Bronze  |
| Camp a través | Jolanda Neff · Suïssa | 1:31:29 | Pauline Ferrand-Prévot · França | 1:33:33 | Githa Michiels · Bèlgica | 1:34:56 |

## Medaller
| Pos. | País    | Or | Plata | Bronze | Total |
| 1    | Suïssa  | 2  | 0     | 0      | 2     |
| 2    | França  | 0  | 1     | 0      | 1     |
| 2    | Itàlia  | 0  | 1     | 0      | 1     |
| 4    | Bèlgica | 0  | 0     | 1      | 1     |
| 4    | Espanya | 0  | 0     | 1      | 1     |